# Clun-Forest-Schaf

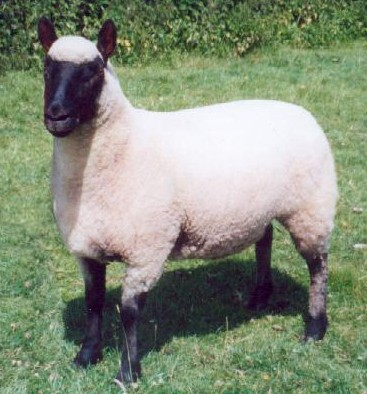
Schaf der Clun-Forest-Rasse

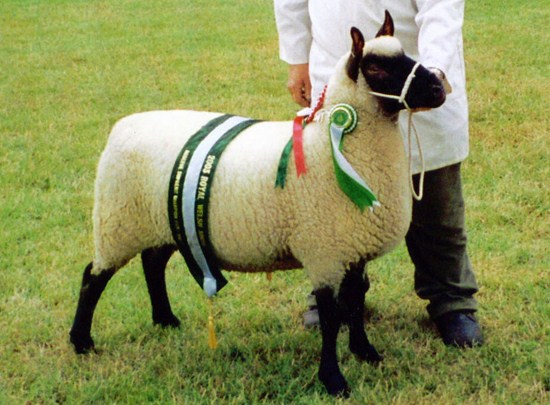
Preisgekröntes Schaf der Rasse

Das Clun-Forest-Schaf ist eine Rasse des Hausschafes, das ursprünglich aus dem Gebiet rund um Clun Forest in Shropshire, Großbritannien stammt. Kennzeichnend für diese Rasse ist unter anderem ihr dunkelbraunes Gesicht, Herden dieser Rasse werden neben Großbritannien auch in Nordamerika, in Frankreich und den Niederlanden gehalten. Ähnlich wie viele andere britische Hochland-Schafrassen ist das Clun-Forest-Schaf ein robustes, anpassungsfähiges und langlebiges Schaf, das auch mit einem begrenzten Nahrungsangebot zurechtkommt.  Mit seinem schmalen Kopf und seinem breiten Becken stehen Clun-Forest-Schafe in dem Ruf, sehr leicht zu lammen.  Die Faserlänge der Wolle ist kurz bis mittel.
Das Clun-Forest-Schaf gilt als eine sogenannte Dreinutzungsrasse, das sowohl wegen seines Fleisches, seiner Wolle als auch seiner Schafmilch gehalten wird. Auf Grund ihrer Qualität gilt die Wolle geeignet für ein traditionelles Verspinnen mit Spinnrad oder Handspindel. Auf Grund ihres attraktiven Erscheinungsbildes und ihrer Robustheit sind Clun-Forest-Schafe sowohl bei Hobby-Landwirten als auch in der kommerziellen Schafhaltung beliebt. Sie steht trotzdem auf der Beobachtungsliste des britischen Rare Breeds Survival Trust.

## Geschichte der Rasse
Die Rasse trägt ihren Namen nach der alten Stadt Clun und der diese umgebenden Wälder im südwestlichen Gebiet von Shropshire, England. 1803 erwähnte der Pfarrer Joseph Plymley erstmals, als er über die Landwirtschaft dieses Landkreises schrieb. Er zitierte daraus aus einem älteren Bericht, in dem diese Schafrasse erwähnt wurde. Er hielt fest, dass auf Hügeln nahe Wales die Schafherden hornlos seien, hielt aber auch noch fest, dass ihr Gesicht hell sei. In einem weiteren Bericht aus dem Jahre 1937 wurde ebenfalls erwähnt, dass diese Rasse ein helles Gesicht habe. Allerdings wurde in diesem Bericht auch erwähnt, dass sich allmählich ihr Erscheinungsbild ändere. Andere lokale Rassen würden eingekreuzt, so dass das Gesicht dunkler werde.
1925 wurde die Club Forest Sheep Breeders Society gegründet, die sich zum Ziel setzte, die Reinheit dieser Rasse zu erhalten und auch ihre Qualitäten über das typische Haltegebiet heraus zu verbreiten. Ausgesprochen populär wurde die Schafrasse nach dem Ende des Zweiten Weltkrieges und ihre Popularität hielt bis in die 1970er Jahre an. In diesem Zeitraum war das Clun-Forest-Schaf zeitweilig die am dritthäufigsten gehaltene Schafrasse in Großbritannien. So wurden beispielsweise in der Mitte der 1950er Jahre allein auf dem viertägigen Viehmarkt in Craven Arms mehr als 75.000 reinrassige Clun-Forest-Schafe verkauft. Einige der Schafherden, die sich nur aus dieser Schafrasse zusammensetzten, sollen so groß gewesen sein, dass ihre Besitzer in der Lage waren, aus der Nachzucht jährlich mehr als 1000 Schafe zu verkaufen. Das Haltegebiet dieser Rasse weitete sich deutlich aus. Sie wurden nicht nur im Osten Englands gehalten, sondern große Herden wurden auch in Schottland und Irland gehalten.
Clun-Forest-Schafe wurden erstmals 1970 auch nach Nordamerika importiert. 1974 wurde die North American Clun Forest Association in Harrisburg, Pennsylvania gegründet. Weitere Importe gab es in den späten 1970er und Mitte der 1980er Jahre. Mittlerweile ist der Import von lebenden Schafen in die Vereinigten Staaten und nach Kanada untersagt, Mitte der 2000er Jahre wurde jedoch Samen von einigen besonders herausragenden Böcken importiert.
In Großbritannien ist die Zahl der Clun-Forest-Schafe zurückgegangen. In Nordamerika sowie in den Niederlanden ist diese Rasse jedoch zunehmend beliebter geworden. Mittlerweile gibt es Herden dieser Schafrasse auch in Tschechien, den Niederlanden und Frankreich.

## Merkmale

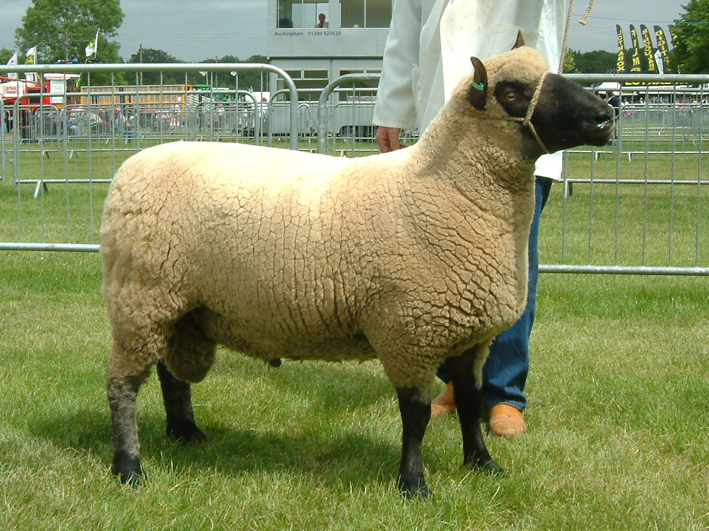
Clun-Forest-Schafbock

Das Clun-Forest-Schaf ist ein mittelgroßes, dunkelgesichtiges Schaf, dass für seine Robustheit, seine Langlebigkeit, seine hohe Fruchtbarkeit und für die große Zuverlässigkeit bekannt ist, mit der die Mutterschaf ihre Lämmer betreuen. Ein Mutterschaf bringt gewöhnlich zwei Lämmer auf die Welt, die auf Grund des hohen Fettgehaltes der Milch schnell wachsen.
Das auffälligste Merkmal des Clun-Forest-Schaf ist das dunkle und schmale Gesicht, das nahezu vollständig unbewollt ist. Die Ohren sind stets aufrecht gestellt, was den Schafen eine lebhafte, aufmerksame Erscheinung gibt. Der Hals ist kräftig, der Rück ist lang und breit. Die Beine sind unterhalb des Vorderknies beziehungsweise des Sprunggelenks unbehaart. Die Wolle ist von gleichmäßiger Länge, Textur und Farbe.
Clun-Forest-Schafe sind Weideschafe. Lämmer erreichen auf der Weide ein Gewicht von etwa 45 Kilogramm in sieben bis acht Monaten. Das Fleisch ist fettarm und hat nur einen milden Geschmack.
Die Wolle ist von gleichmäßiger Länge, Textur und Farbe. Bei der Schur eines einzelnen Schafes werden drei bis vier Kilogramm Schurwolle gewonnen.
Da die Milch von Clun-Forest-Schafen einen der höchsten Butterfettgehalte hat, werden sie häufig mit Milchschafen wie dem Ostfriesischen Milchschaf gekreuzt, um fettreichere Milch zu gewinnen und in reinen Milchschafherden größere und früher verkaufbare Schlachtlämmer zu gewinnen.